# از حالا دلتنگت هستم
از حالا دلتنگت هستم (انگلیسی: Miss You Already) فیلمی بریتانیایی در ژانر کمدی-درام و رمانتیک به کارگردانی کاترین هاردویک است که در سال ۲۰۱۵ منتشر شد.

## بازیگران
- تونی کولت
- درو بریمور
- دومینیک کوپر
- پدی کانسیداین
- شارلوت هوپ
- تایسون ریتر
- جکلین بیسیت
- نوآ هانتلی
- مهمت فردا
- آنر نیفسی